# Robert N. Lee
Robert Nelson Lee (* 12. Mai 1890 in Butte, Montana; † 18. September 1964 in Hollywood, Kalifornien) war ein US-amerikanischer Drehbuchautor.

## Biografie
Lee, Bruder des Drehbuchautors und Filmregisseurs Rowland V. Lee und des Drehbuchautors Donald W. Lee, begann seine Laufbahn als Drehbuchautor 1922 bei Shirley of the Circus und verfasste bis 1945 die Vorlagen für rund 30 Filme.
Bei der Oscarverleihung 1931 war er zusammen mit Francis Edward Faragoh für den Oscar für das beste adaptierte Drehbuch nominiert und zwar für Der kleine Caesar (1931).
Weitere Filme, die nach seinen Vorlagen entstanden, waren Unterwelt (1927), The Kennel Murder Case (1933), Nebel über Frisco (1934), Der Henker von London (1939) und Unter schwarzer Flagge (1945). Er arbeitete im Laufe seiner Karriere mit Regisseuren wie Josef von Sternberg, John Ford, Michael Curtiz, William Dieterle und Mervyn LeRoy und seinem Bruder Rowland V. Lee zusammen.

## Filmografie (Auswahl)
- 1923: Der feindliche Gast (Cameo Kirby)
- 1925: Heimatlos (The Man Without a Country)
- 1926: Alarm (The Fire Brigade)
- 1927: Betty auf der Prinzenjagd (Ritzy)
- 1931: Der kleine Caesar (Little Caesar)
- 1934: Nebel über Frisco (Fog Over Frisco)